# 姚中民
姚中民（1952年6月—），河南淮阳人，曾任河南省人民政府副省长、国家开发银行副行长、首任监事长。

## 人物生平
- 1977年9月就读于辽宁财经学院（现东北财经大学）基建经济系基建财务与信用专业本科专业[1]。
- 1985年5月，任中国建设银行河南省分行党组成员、副行长。
- 1989年6月，开始主持中国建设银行河南省分行工作，任党组副书记、副行长。
- 1992年6月，任中国建设银行河南省分行行长。
- 1993年4月，任河南省人民政府副省长。
- 1994年1月，任国家开发银行党组成员、副行长、纪检组长，是国开行创办者之一。
- 1996年获得中南财经大学投资经济专业硕士学位。
- 1998年3月，升任国家开发银行党组副书记、副行长、纪检组组长。
- 1998年6月，任国家开发银行党委副书记（党组改党委）、副行长兼国开行贷款管理委员会主任。
- 2006年5月，当选中国石化第三届董事会董事。
- 2008年12月，国开行在三大政策性银行中率先进行股份制改革，获得汇金注资，姚中民转任国开行党委副书记兼首任监事长。
- 2013年12月退休，刘梅生接任国开行监事长[2]。

同时他还担任北京河南企业商会名誉会长。

## 被调查
2015年初就曾因违反中央八项规定被中纪委通报。
2016年6月6日涉嫌严重违纪被调查。9月13日被双开，移送司法机关。后被撤销第十二届全国政协委员资格。
据多维新闻报道，姚中民被查是因为他跟周永康的马仔刘汉有经济往来。
2017年8月4日，河北省保定市中级人民法院一审宣判，法院認定他非法收受相关人员给予的财物共计折合人民币 3619.62085万元，对被告人姚中民以受贿罪判处有期徒刑14年，并处罚金人民币350万元；对姚中民受贿所得财物及其孳息予以追缴，上缴国库。